# Позориште Сент Џејмс
51° 30′ 24″ N 0° 8′ 13″ W / 51.50667° С; 0.13694° З
Позориште Сент Џејмс било је позориште у Лондону. Отворено је 1835. године, а срушено 1957. године. Осмислио га је и изградио певач Џон Брахам, а након што је остао без новца три године након изградње повукао се из позоришта. Наредних четрдесет година позориште није успело да доживи комерцијални успех и имало је репутацију непопуларног позоришта. Тек у периоду од 1879. до 1888 под управом глумца Џона Хера, Мадеа и В. Х. Кендала позориште је почеко да напредује. 
Руководство у којем су били Хер и Кендал узнапредовало је позориште након кратких покушаја других глумаца попут Џорџа Александра, који је био менаџер овог позоришта од 1891. године, па до смрти 1918. године. Под Алексадром позориште је стекло репутацију, а међу представама биле су Lady Windermere's Fan (1892) и The Importance of Being Earnest (1895) Оскара Вајлда и The Second Mrs Tanqueray (1893) А. В. Пинера.
Након смрти Александра позориште је било под низом управа других људи. Међу продукцијама биле су представе као што су The Last of Mrs Cheyney (1925), Interference (1927), The Late Christopher Bean (1933) и Ladies in Retirement (1939). У јануару 1950. године Лоренс Оливије и његова супруга Вивијен Ли преузели су управљање позориштем. За време њиховог вођења позоришта изведене су представе попут Venus Observed (1950), Caesar and Cleopatra и Antony and Cleopatra.
Од 1954. године одржана је серија од 726 представа у позоришту Сент Џејмс. Током овом периода показало се да је позориште прешло у друго власништво и постојао је план да се оно сруши, а на његовом месту направи канцеларијски блок. Упркос великим протестима, позориште се затворило у јулу 1957. године, а у децембру исте године је срушено.

## Историјат

### Изградња и отварање позоришта
У часопису  Old and New London писало је да позориште Сент Џејмс опстаје захваљујући шекулацијама. Џон Брахам, звезда опере планирао је позоришта у модерном подручју Сент Џејмса. Позориште је било окружено бројим зградама и хотелом из 17. века.  Да би ср створио приход, један део објекта позоришта био је предодређен за продавницу. Изградња и отварање позоришта није било лако. У часопису The Theatres Trust истакнуто је да је Брахам имао сукобе са архитектом Самуелом Безленијем и другим професионалним саветницима и извођачима радова. Такође се суочио са потешкоћама у прибављању потребне лиценце за отварање позоришта; руководство оближњег театра Ројал се успротивило томе, као и друге конкурентне стране. Лиценцу је издао Лорд Чамберлајн по налогу Вилијама IV, али Брахам је и даље наилазио на противљење ривала.
Позориште, које је коштало Брахама 28.000 фунти је дизајнирано са неокласицистичким спољашњошћу и ентеријером у стилу Луја XIV, а изграђено је у партнерству Грисела и Пета. Фасада је имала трем са четири стуба, балкон и двоспратну ложу. Унутрашњост позориште украсила је компанија Фредерик Крејс из оближње улице. После отварања позоришта, дневне новине The Times су писале: 
„Доминирајућа боја позоришта је нежна француска бела. Около се налази цвеће, а плоче у предњем делу објекта су украшене и позлаћене. Предњи део обејкта и галерију одликују златни украси, ублажени медаљонима. Просценијум је у облико шкољке и осликан, а два велика стуба од мермера увелико додају лепоти позоришта. Низ лукова који подупиру кров налазе се на готово свим деловима у горњем делу позоришта. Позориште изгледа као палата из бајке. Удобност је добра, а слушање и поглед задовољавајући.”

### Ране године: 1835—1857
Позориште је званично отворено 14. децембра 1835. године. У априлу 1836. године прва од много гостујућих француских компанија гостовала је у позоришту, непрекидно 122 године колико је постојало позориште Сент Џејмс. Ипак, позориште није привлачило онолико људи колико је Брахам мислио да ће посећивати позориште. Брахам је због тога имао финансијских проблема и након 3 сезоне у позоришту одустао до послао. Џон Хупер, претходно Брахамов сценски директор, управљало је позориштем четири месеца током 1839. године. Његови програми су укључивали перофмансе са мајмунима, псима, лавовима и козама. У новембру 1839. године, позориште је преузео Алфред Бун, кога је позоришни критичар и историчар ЏС Тревин назвао аутократом позоришта Друри Лејн. Након преузимања, објекат је преименован у позориште Принца у част Алберта од Сакс-Кобурга и Гота. Међу првим понудама које су доспеле до Буна, била је сезона немачке опере. Изведена је опера у три чина на немачко језику под називом Чаробни стрелац, а на премијеру су дошли Викторија Хановерска и Алберт од Сакс-Кобург и Гота.
Током 1841. године позориште није добро пословало. Наредне године Џон Миче (1806—1874) продавац књиге и осниваче Агенције за продају позоришних карата преузео је позориште и вратио му оригиално име „Сент Џејмс”. Позориштем је управљао наредних двадесет година са доста уметничког успеха, али мало финансијског приноса. Представио је француске представе са највећим звездама париске позорнице, укључујући Рејчел Феликс, Џин Плеси, Џирџинију Дежајет, Фредрика Лематреа и друге. Такође је ангажовао француску оперску компанију, која је отворена у јануару 1849. године, након чега су у позоришту извођена многа француска дела.
Године 1846. у позоришту се приказивала аматерска представа Бена Џонсона под називом „Сваки човек у свом хумору” и укључила је Дикенса у улози капетана Бобадила. Мичел је обожавао мешународне забаве и преко позоришта представио европске певаче. Након што се Мичел повукао са места управника позоришта, глумца Лаура Симор (1820—1879) управљала је позориштем једну сезону у сарадњи са Чарслом Ридом, од октобра 1854. до марта 1855. године. Под Симоровом управом унутрашњост је преуређена. Објекат је током већег дела 1856. било непосећено, али је наредне године доживело успех када је Џејкс Офенбах довео своју компанију из Париза са репертоаром од евет дела. Након тога у позоришту је глумила Кристи Минстрелс која је играла у Сент Џејмс позоришту две недеље у августу 1857. године.

### Пета управа: 1858—1869
Позориште је имало велики број управника и руководства. Ф. Б. Чатерон био је закупац позоришта две године, од 1858. године. Представио је сезону углавном дела Шекспира, где је глумио Бари Суливан и уприличио прву драму Ф. Ц. Бурнанда, бурлеску под називом Дидо, која је извођена 80 пута. Алфред Виган, који је био члан Брахамове компаније, кућу је на кратко преузео током 1860. гоине, а наследио га је Џорџ Вининг (1824—1875). Под Франком Метјусом, који је позориште преузео у децмебру 1862. године, позориште је имало најдужу продукцију, представа Lady Audley's Secret извођена је 104 ноћи заредом. Метјус је наставио са радом, а пратио га је Бенџамин Вебстер, али су њихови подухвати углавном били финансијски неуспеши.
Чланцица Вебстерове компаније Рут Хербет преузела је позориште 1864. године и водила га до 1868. Добила је велики број похвала због представљања Хенрија Ирвинга у његовом првом важнон наступу на лондонској сцени. Његов наступ у филму Hunted Down премијерно приказан у новембру 1866. године наишао је на велико интересовање публике. Наредног месеца позориште је представило прву бурлеску В. С. Гилберта, а оне се изводила до Ускрса наредне године. Хербетова управа предстала је са радом у априлу 1868. године. Историчар В. Џ. Маквин је написао:  
„Она је то учинила племенито и стекла је велике похвале. Држала је позориште отвореним и довела најмање двоје младих, обојица предодређених за величину, на знање лондонске јавности - Хенрија Ирвинга и Чарлса Винхама. Али позориште Сент Џејмс је изгубило доста новца”.
Након одласка Хербетове, наредна сезона била је запажена по две продукције у којима је глумила Хортенс Шнајдер, а представи је присуствовао Едвард VII и велики део лондонске јавности, у јуну 1868. године.

### Џон Вуд, Мари Литон и остали: 1869—1878
Године 1869. позоришта је преузела Џон Вуд, а током њеног мандата прва продукција била је She Stoops to Conquer, која је изведена 160 пута. Представа La Belle Sauvage која је имала премијеру у новембру 1869. године је трајала још дуже, укупно 197 ноћи. За време мандата Џон Вуд било је успешних продукција. Позориште је добро напредовало, али трошкови су били већи од примања, па је Џон Вуд одустала 1871. године од управљања позориштем и отпутовала у Сједињене Америчке Државе. Позориште је 1875. године преузела глумица Мари Литон. Своје име је поставила у менаџменту, оснивањау и вођењу позоришта. За време њеног мандата било је неколико успешних продукција. Године 1876. Мари Литон је отишла у друго позориште, а Вудова се на кратко вратила на менаџмен у Сент Џејмс. Након тога, позориште је преузео Самуел Хејс, који је у кратком периоду имао три неуспеха, а затим се повукао.

### Џон Хер и Кендалси: 1879—1888
Власник позоришта, лорд Неври, почео се активно интересовати за своје послове. Позвао је глумца Џона Хера да преузме позориште, што је и учинио у партнеству са Марџ Кендал и њеним супругом Вилијамом. Позориште је поново обнољено, а медији су коментарисали да је позориште по укусу, елеганцији и комфору далеко испред било којих објеката у граду. Историчар Бери Данкан је у свом поглављу John Hare and the Kendals: Nine Years of Steady Success о историји Сент Џејмса писао да се репутација позоришта повећава. Нови закупци су желели да побошљају забаву за све укусе људи, а према мишљењу историчара позоришта Џ. П. Веринга, то су и постигли уз комобинацију француских адаптација и енглеских оригиналних представа. Под њиховом управом изведена је двадесет и једна представа, од тога било је седам нових британских, осам француских представа, а остало су изведене адаптације старих представа. Прва продукција за време њиховог мандата изведена је 4. октобра 1879. године, под називом The Queen's Shilling. Након тога уследиле су представе The Squire (1881), The Ironmaster (1884), Mayfair (1885) и The Hobby Horse (1886).
Комедија Б. С. Стивенсона под називом Impulse (1883) доживела је значајан успех. У то време у позоришту су глумиле Фани Брог, Хеленд Холт и Мај Вити, док су глумци били Џорџ Александар, Алан Аинсворт, Алберт Чевалер, Хенри Кемблр, Вилијам Терис, Брендон Томас и Левис Валер.

### 1888—1918
Године 1888. глумац и певач Рутленд Барингтон постао је закупац позоришта. Регрутовао је талентовану компанију, дајући Олги Нетерсоле, Џулији Нелсон, Алану Ајнесворту и Левису Валеру своје лондонске дебије, али финансијску катастрофу доживео је након прве и једине две продукције у позоришту. Барингтон је изгубио 4.500 фунти, банкротирао и предао закуп у јануару 1889. године. Позориште је остало непосећено до краја године.
Лили Лангтри је узела годишњи закуп од јануара 1890. Отворила је позориште 24. фебруара, у представи којо су присуствовали принц и принцеза од Велса. Артхур Борхер, који је играо у њеној компанији, преузео је остатак закупа, али су га лоши послови присилили да затвори сцену у року од месец дана. Закуп је преузела француска компанија која је представила сезону представа у последњим месецима године. Мали број гледалаца је поново присилило прерано затварање сезоне.
Године 1891. глумац Џорџ Александар, који је започео менаџерску каријеру годину дана раније, узео је у закуп позориште. Тамо је остао главни до смрти 1918. године Позориште је у том периоду уређено, а постављено је електрично осветљење. Сцена је отворена комедијама. Када је Александар преузео Сент Џејмса, имао је само једанаест година професионалног искуства у позоришту, али историчари Ј. П. Веринг  и А. Е. В. Масон примећују да је већ постигао чврсту и истрајну менаџерску политику. Желео је да ангажује најбоље глумце у својој компанији: за разлику од неких звезда глумаца-менаџера, није желео да га подрже глумци чији би инфериорни талент могао да учини да изгледа боље. Међу глумицама које је ангажовао за своју компанију били су Лилиан Братвејт, Констенст Колиер, Кејт Кутлер, Џулија Нелсон, Џулијете Несвил, Марисон Тери и и Ирен и Виолет Банбрих.  Њихове мушке колеге били су Артур Борвијер, Х. В. Есмонд, Кирил Мауд, Годфри Терл и Фред Тери.
Две кључне карактеристике Александровог менаџмента били су његова стална подршка британским драматичарима; и његова брига да избегне отуђење своје кључне клијентеле, публике модног друштва. Писац Хескет Персон је прокоментарисао да се Александар побринуо за укусе и песме Лондонског друштва у свом театру.
У року од годину дана од преузимања Сент Џејмса, Александар је започео обострано корисно професионално удружење са Оскаром Вајлдом. У својој првој продукцији у позоришту наступио је са 227 представа, а касније је многе оживео. Насловну улогу прво је одиграла глумица Патрик Камбел, која јој је у том делу дала име. Под менаџерством Александра, позориште Сент Џејмс није се само концентрисало на комедију, већ и на драму. Крајем 1899. године Александар је затврио позориште да би га реновирао, а неки медији су га након реновирања називали најлепшим храмом драме у Лондону. Обнова је повећала капацитет седишта, што је повећало финансијску одрживост позоришта. Александар је наставио да управља позориштем и у 20. веку, када је у позоришту приказан велики број касније популарних позоришних представа. Током 1909. године у позоришту је приказано 316 представа. Александар је 1913. године препустио позориште Харлију Баркеру на четири месеца.

### 1918—1957
Након што је Александар умро 1918. године, закуп је преузео Гилберт Милер, који је повремено представљао своје продукције, али чешће препустио позориште другим менаџерима. Прва је била Гертруда Елиот која је представила и глумила у америчкој фантастичној представи Очи младости која је изведена 383 пута. Након тога, Милер је склопио партнерство са глумцем Хенријем Анленијем, а 1920. године представили су Јулиуса Цезара, са Анленијем као Марком Антонијем и глумачким кадром, укључујући Басила Гила, Клауда Рајнса, Милтона Росмера и Лилијан Браитвејт, који су глумили у 83 представе. Уследиле су нове друштвене драме и лагане комедије. Године 1923. Зелена Богиња, мелодрама Вилијама Архера, започела изведена је премијерно, а укупно 417 пута.
Током двадесети година. 20. века у позоришту Сент Џејмс изводиле су се божићне представе. У септембру 1925. ду Мауријер и Гладис Купер узели су закуп позоришта да би представили комад The Last of Mrs. Cheyney  (1925), који је одигран 514 пута, до краја 1926. године. Почетком тридесетих година било је низа неуспеха или минималних успеха све до 1933. године, када је филм The Late Christopher Bean приказиван у биоскопу од маја до септембра следеће године. Године 1936. стогодишњицу позоришта обележила је раскошна сценска адаптација Поноса и предрасуда, коју је дизајнирао Рек Вистлер, а која је трајала скоро годину дана. Представио ју је је Милер у сарадњи са Маком Гордоном, у главним улогама били су Селија Џонсон и Хаг Вилијамс Џонсон. Од каснијих продукција током тридесетих, само Златни дечак (1938) и Даме у пензији (1939) изведене су више од 100 пута.
По избијању Другог светског рата позоришта су привремено затворена Владином уредбом. Када им је било дозвољено да се поново отворе, неколико недеља касније, Даме у пензији наставиле су извођење, све док позориште није погодила бомба 1940. године. Позориште се након тога није отворило до марта 1941. године. Кратку сезону балета пратила је сезона Шекспира и Бена Џонсона. Волфит и његова компанија вратили су се крајем 1942. године у позориште и играли су наредне године. Вилијамсова адаптација Месеца у земљи са главним улогом Мичел Редграве одиграна је 313 пута током већег дела 1943. године. Бомба је у фебруару 1944. године доста оштетила позориште, а све представе након тога изводиле су се у позоришту Кембриџ. Позориште Сент Џејмс је у мају 1943. године наставило са радом. Од продукција изведених касних четрдесетих година, неколицина је оставила велики утисак, укључујући Авантуристичке приче Теренција Ратигана (1949), у којој је Пол Скофилд био у улози Александра Великог. Рецензије су биле добре, али представа је трајала мање од три месеца.
Критичар Ивор Браун сматрао је да Скотфилдов наступ као Александара одличан. У јануару 1950. Оливијер и његова супруга Вивијен Лејг преузели су управљање позориштем. Поред Оливијерра, међу мушкарцима у позоришту су глумици и Хелпман, Ричард Голден, Вилфред Хајд Вит и Питер Кусинг, као и глумице Елспет Марч, Макин Аудли и Џил Бенет. Касније те године, на Оливијев позив, француски глумци Жан Луј Баро и Маделин Ренолд представили су тронедељну сезону у позоришту са сопственом компанијом. После тога наступио је Орсон Велс у насловној улози Отело, са Питером Фичом. Године 1953. Оливијер је представио италијанску компанију.
Током 1954. године постало је познато да је власник имовине стекао власништво над позориштем и прибавио потребну дозволу Савета округа Лондон да сруши зграду и замени је пословним блоком. Лејт и Оливијер водили су националну кампању покушавајући да спасу позориште. Било је уличних маршева и протеста. Последња представа у позоришту изведена је 27. јула 1957. године. У октобру исте године вредности из позоришта су изнете, а вредни садржаји су продати на аукцији. Позориште је срушено у децембру 1957. године. На месту позориште саграђена је канцеларијски зграда, кућа Сент Џејмса и она укључује балконске фронтове на сваком спрату изнад улаза. Пословна зграда је срушена, а нова је изграђена на истом месту током осамдесетих година 20. века.